# Кранты
«Кранты́» — десятый студийный альбом группы российской рок-группы «Несчастный случай». Релиз состоялся 21 ноября 2014 года, по традиции, одновременно с началом презентации альбома.

## История создания
Песни из альбома сочинялись группой в течениe трёх лет, часть из них была написана для спектакля «Квартета И» «Письма и песни». В 2013 году был снят клип на песню «Суета сует» совместно с режиссёром Сергеем Мериновым, в главной роли — Чулпан Хаматова. В альбоме представлены два варианта песни — в исполнении Алексея Кортнева и в исполнении Сергея Чекрыжова..
В связи с подготовкой к 30-летию группы и записью юбилейного альбома «Гоняясь за бизоном» запись новых песен была отложена. В начале работы над «Крантами» музыкантами была придумана концепция будущего альбома — слушателю предложена якобы звуковая дорожка из несуществующего художественного фильма, перед песнями звучат диалоги персонажей и происходит действие на тему следующей композиции. В записи диалогов приняли участие известные актёры, в том числе Максим Виторган, Игорь Золотовицкий, Кристина Бабушкина.
Незадолго до выхода альбома был снят второй анимационный клип на песню «Робот Виталий», написанную весной 2014 года и быстро ставшей популярной среди поклонников группы. Сергей Меринов не смог заняться клипом и предложил снять его Наталье Березовой. В клипе «зашифрованы» 4 фильма — «Неуловимые мстители», «Терминатор», «От заката до рассвета» и «Кошмар перед Рождеством».
В альбоме также задействованы фрагменты песен из предыдущих альбомов: «Мясо криля» (из альбома «Гоняясь за бизоном») и «Аркадий» (из альбома «Троды плудов»).
Несколько песен альбома посвящены проблемам нынешнего времени: «21.12.2012» — «концу света», «Я офигеваю, мама» — жизни в российских провинциальных городах и событиям 2014 года.
В январе 2015 года музыканты решили снять уже третий клип на песню из альбома «Кранты» — «Я офигеваю, мама», так как решили, что песня заслуживает того, чтобы иметь видео. Клип снят в стиле «light version» — студийное видео, без постановки.

## Участники записи
- Алексей Кортнев — вокал (2, 4, 6, 8, 10, 12, 14, 20), бэк-вокал (2, 6, 10, 14, 16, 20) тексты песен и либретто (кроме 16), музыка (4, 21), ведущий ТВ-программы (1)
- Павел Мордюков — саксофоны (2, 6, 8, 10, 12, 14), флейты (16), акустическая гитара (4, 21) вокал (14, 16), бэк-вокал (2, 6, 10, 14, 20), текст и музыка (16)
- Сергей Чекрыжов — клавишные (2, 4, 6, 8, 10, 12, 18, 20, 21), рояль (6), Fender Rhodes (8), аккордеон (16) вокал (20, 21), бэк-вокал (2, 6, 10, 14, 20), музыка (2, 4, 6, 8, 10, 12, 18, 20, 21)
- Дмитрий Чувелёв — гитары, клавишные (14), вокал (18), бэк-вокал (2, 6, 10, 14, 20), музыка (14)
- Роман Мамаев — бас-гитара
- Павел Тимофеев — барабаны, перкуссия

А также
- Струнная группа под управлением Павла Береславцева (4, 12)
- Пётр Кондрашин — виолончель (4)
- Денис Калинский — виолончель (4)
- Игорь Золотовицкий — Он (1, 7, 11, 13, 15, 17), крики (13)
- Кристина Бабушкина — Она (3, 5, 9, 19)
- Аглая Чувелёва — дочка героя (1, 7, 13)
- Елена Шевченко — жена героя (17)
- Павел Гонин — таксист (3)
- Максим Виторган — таксист (19)
- Анастасия Сапожникова — преподаватель английского (11)
- Стив Эллиот — англичанин в баре (9)
- Алексей Багдасаров — друг героя (15), крики (13)
- Андрей Воронцов — друг героя (15), крики (13)
- Александр Демидов — оратор на митинге (13)
- Камиль Ларин — гость ТВ-программы (1)[7]

## Список композиций
1. Он. Папа пришёл домой
2. 21.12.2012
3. Она. Такси в аэропорт
4. Суета сует
5. Она. Пересадка в Дюссельдорфе
6. Робот Виталий
7. Он. Зачем нам самочка?
8. Я офигеваю, мама!
9. Она. Знакомство в баре
10. Наливай, да пей!
11. Он. Учим английский
12. Будущий бывший
13. Он. Мимо митинга
14. Жаворонки и совы
15. Он. За сутки до жены
16. Прыг-скок
17. Он. Звонок с того света
18. 14 лет
19. Она. Последний раз в Шереметьево D
20. Блистающий мир
21. Всяческая суета («Суета сует» в исполнении Сергея Чекрыжова)